# VR Bank Oberfranken Mitte
Die VR Bank Oberfranken Mitte eG ist eine deutsche Genossenschaftsbank mit Sitz in Kulmbach. Die Bank entstand im Jahre 2017 durch die Fusion der Kulmbacher Bank eG Raiffeisen-Volksbank mit der Raiffeisenbank-Volksbank Kronach-Ludwigsstadt eG.

## Rechtsgrundlagen
Rechtsgrundlagen der Bank sind ihre Satzung und das Genossenschaftsgesetz. Die Organe der Genossenschaftsbank sind der Vorstand, der Aufsichtsrat und die Vertreterversammlung.
Die VR Bank Oberfranken Mitte eG ist der amtlich anerkannten BVR Institutssicherung GmbH und der zusätzlichen freiwilligen Sicherungseinrichtung des Bundesverbandes der Deutschen Volksbanken und Raiffeisenbanken e.V. angeschlossen.